# 성포동
성포동(聲浦洞)은 경기도 안산시 상록구의 행정동 및 법정동이다. 아파트가 많은 지역이며, 롯데마트와 안산시외버스터미널이 위치해 있다.

## 역사
조선시대에는 안산군 군내면 성포리와 점성리(占星里)였다가  일제강점기에는 1914년 시흥군 수암면 성포리로 개편하였고, 1986년 1월 1일 안산시 성포동이 되었다가, 2002년 11월 1일 구 설치에 따라 안산시 상록구 성포동으로 되었다. 1988년에 행정동 중앙동을 각각 고잔1동, 고잔2동, 성포동으로 분동하였다. 성포라는 이름은 조선 시대 이 지역이 바다에 인접하여 포구가 있어서, 만선 귀향하는 어부들의 소리가 컸다 하여 소리 성(聲), 물가 포(浦) 자를 사용하여 유래되었다.

## 교육 기관
- 경수초등학교
- 경일초등학교
- 성포초등학교
- 경수중학교
- 성포고등학교

## 유통
- 롯데마트 안산점

## 교통
- 안산버스터미널

## 아파트
| 단지명             | 건설사   | 시행사                               | 주소              | 입주       | 비고                  |
| ------------------ | -------- | ------------------------------------ | ----------------- | ---------- | --------------------- |
| 안산 파크 푸르지오 | 대우건설 | 성포주공3단지 주택재건축정비사업조합 | 상록구 화랑로 534 | 2018년 9월 | 성포주공 3단지 재건축 |